# Hamar Greenwood, 1. Viscount Greenwood

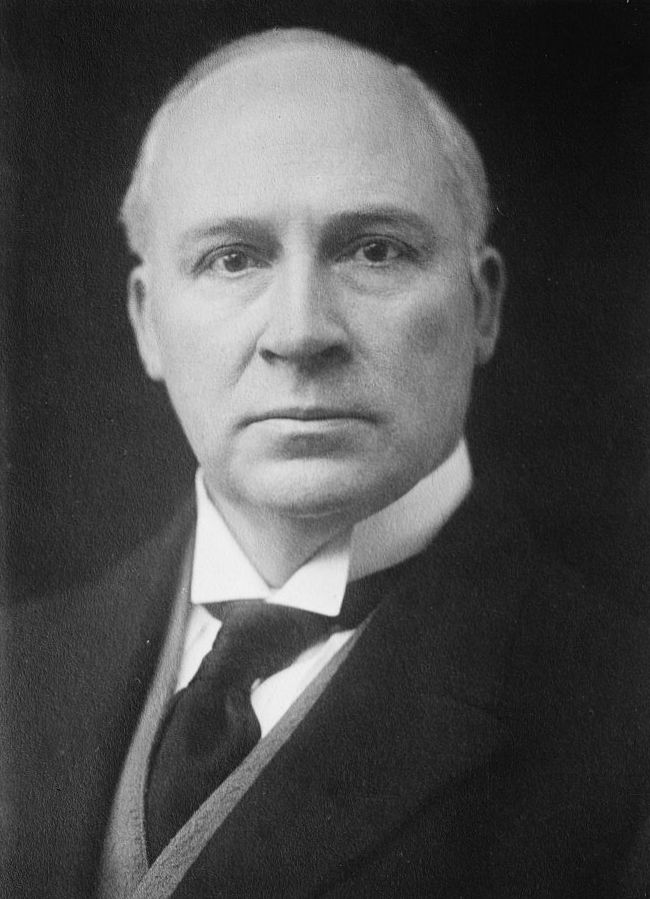
Hamar Greenwood, 1. Viscount Greenwood

Thomas Hamar Greenwood, 1. Viscount Greenwood, Bt, KC, PC (* 7. Februar 1870 in Whitby, Ontario, Kanada; † 10. September 1948 in London) war ein britischer Politiker der Liberal Party sowie später der Conservative Party, der unter anderem zwischen 1906 und 1922 sowie erneut von 1924 bis 1929 Mitglied des Unterhauses (House of Commons) war. 1929 wurde er zum Peer erhoben und dadurch zum Mitglied des Oberhauses (House of Lords), dem er bis zu seinem Tod angehörte.

## Leben

### Rechtsanwalt, Unterhausabgeordneter und Erster Weltkrieg

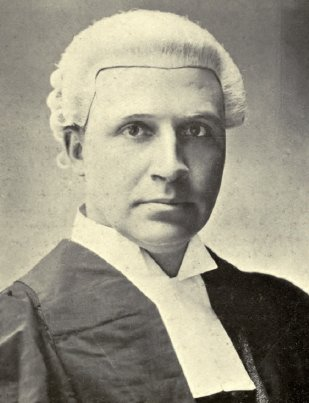
Hamar Greenwood als Rechtsanwalt (1910)

Greenwood war das zweite von vier Kindern des in Kanada praktizierenden Rechtsanwalts John Hamar Greenwood aus dessen Ehe mit Charlotte Churchill Hubbard. Er selbst begann nach dem Schulbesuch zunächst ein grundständiges Studium an der University of Toronto, das er 1895 mit einem Bachelor of Arts (B.A.) abschloss. Neben einer juristischen Ausbildung leistete er Militärdienst im Kavallerieregiment King Edward’s Horse (The King’s Overseas Dominions Regiment) und wurde dort 1902 zum Lieutenant sowie 1905 zum Captain befördert. 1906 wurde er bei der Anwaltskammer Gray’s Inn als Barrister zugelassen und nahm daraufhin eine anwaltliche Tätigkeit auf.
Zugleich wurde Greenwood bei der Unterhauswahl vom 12. Januar 1906 als Abgeordneter der Liberal Party für den Wahlkreis York ins britische Unterhaus (House of Commons) gewählt. Bei der Unterhauswahl vom 3. Dezember 1910 wurde er wiedergewählt, diesmal als Abgeordneter für Sunderland, und hatte dieses Mandat bis zum 15. November 1922 inne. 1913 wurde er als Captain in die Kanadische Miliz übernommen und zu Beginn des Ersten Weltkrieges zum Kommandeur des 10. Bataillons des Infanterieregiments South Wales Borderers ernannt, in dem er kurz darauf zum Lieutenant-Colonel befördert wurde. Am 8. Februar 1915 wurde ihm in der Baronetage of the United Kingdom die erbliche Würde eines Baronet, of Onslow Gardens in the Royal Borough of Kensington, verliehen. Für seine juristischen Verdienste wurde er 1917 zudem als sogenannter „Bencher“ Vorstandsmitglied der Anwaltskammer von Gray’s Inn.

### Minister und Oberhausmitglied
Nach Ende des Ersten Weltkrieges übernahm Greenwood am 10. Januar 1919 im Kabinett von Premierminister David Lloyd George den Posten als Parlamentarischer Unterstaatssekretär im Innenministerium (Parliamentary Under-Secretary for the Home Department), den er bis zum 29. April 1919 innehatte. Des Weiteren erfolgte aufgrund seiner juristischen Verdienste die Ernennung zum Kronanwalt (King’s Counsel). Im Zuge einer Umbildung der Regierung Lloyd George übernahm er vom 29. April 1919 bis zum 2. April 1920 das Amt als Parlamentarischer Staatssekretär für Außenhandel (Parliamentary Secretary for Overseas Trade) sowie nach einer weiteren Regierungsumbildung am 2. April 1920 den Posten als Chefsekretär für Irland (Chief Secretary for Ireland), den er bis zur Auflösung dieses Amtes am 19. Oktober 1922 bekleidete. Als solcher war er zwischen 1920 und 1922 auch Kanzler des Order of Saint Patrick und wurde zudem am 26. April 1920 zum Mitglied des Geheimen Kronrates (Privy Council) des Vereinigten Königreiches sowie am 6. Mai 1920 auch zum Mitglied des Privy Council von Irland berufen.
Greenwood, der zeitweilig auch Friedensrichter (Justice of the Peace) der Grafschaft Middlesex war, trat bei der Unterhauswahl am 29. Oktober 1924 für die Conservative Party an und vertrat nach seiner Wahl bis zum 30. Mai 1929 den Wahlkreis Walthamstow East.
Nach seinem Ausscheiden aus dem Unterhaus wurde Greenwood am 31. August 1929 als Baron Greenwood, of Llanbister in the County of Radnor, in den erblichen Adelsstand der Peerage of the United Kingdom erhoben und dadurch zum Mitglied des Oberhauses. Er war zudem 1930 Schatzmeister der Anwaltskammer von Gray’s Inn sowie zwischen 1933 und 1938 auch Schatzmeister der Conservative Party. Am 16. Februar 1937 wurde er ferner in der Peerage of the United Kingdom zum Viscount Greenwood, of Holbourne in the Couny of London, erhoben. 1938 verlieh ihm seine Alma Mater, die University of Toronto, einen Ehrendoktor der Rechte (Honorary Doctor of Law). Neben seiner politischen Laufbahn war Greenwood auch als Wirtschaftsmanager tätig und unter anderem Vorstandsvorsitzender der Unternehmen Dorman, Long & Company, Redpath, Brown and Company, Lewis Berger & Sons sowie Aerated Brown und zwischen 1938 und 1939 Präsident des Verbandes der Eisen- und Stahlhersteller BISF (British Iron and Steel Federation).

### Familie und Nachkommen

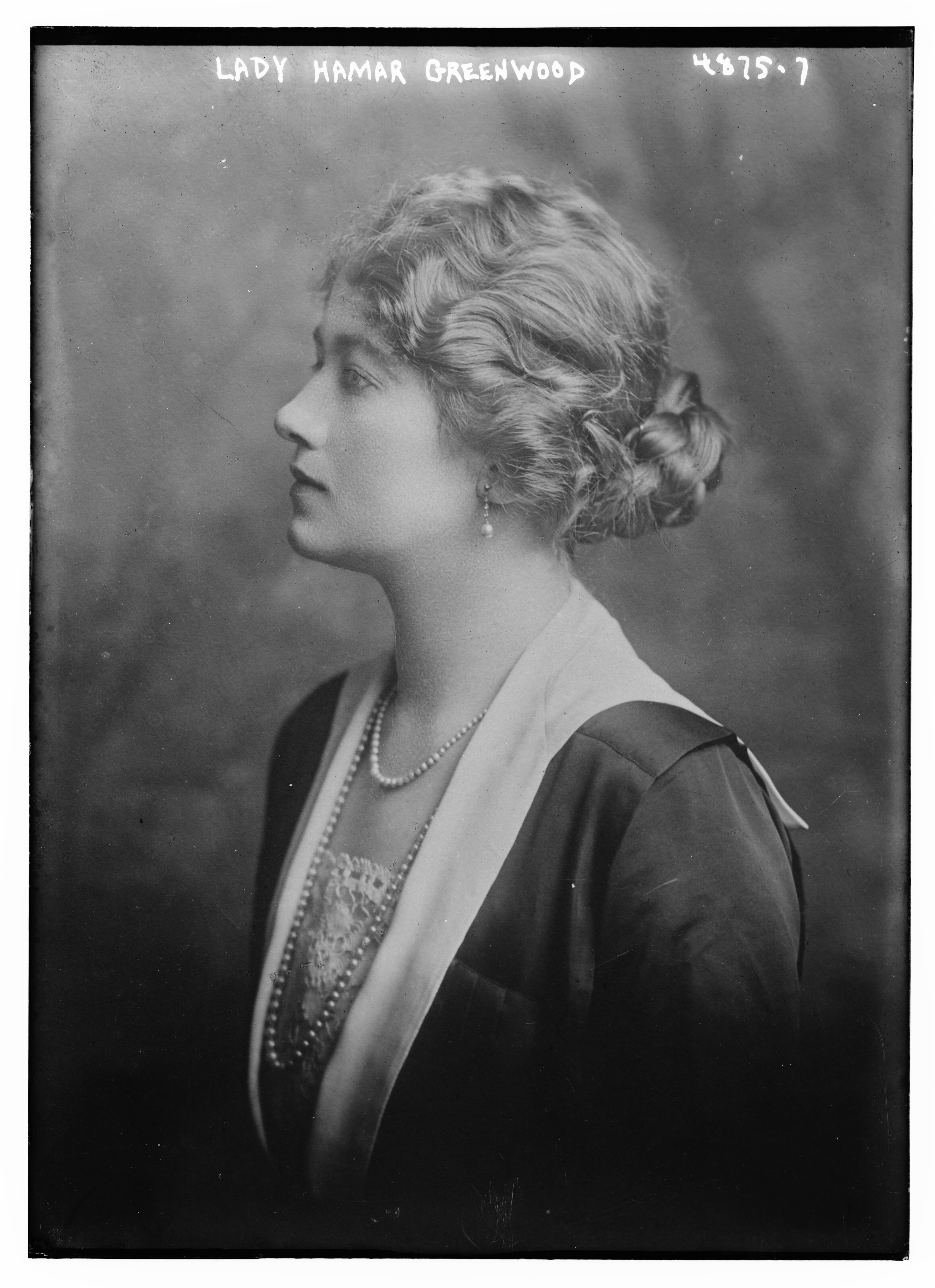
Mit Margery Spencer war Hamar Greenwood von 1911 bis zu seinem Tod 1948 verheiratet

Greenwood heiratete am 23. Mai 1911 Margery Spencer (1886–1968), Tochter des anglikanischen Geistlichen Reverend Walter Spencer. Aus dieser Ehe gingen vier Kinder hervor, darunter David Henry Hamar Greenwood, der bei seinem Tod am 10. September 1948 die Adelstitel als 2. Viscount Greenwood erbte. Da dieser unverheiratet und ohne männliche Nachkommen verstarb, erbte bei dessen Tod am 30. Juli 1998 Hamar Greenwoods zweiter Sohn Michael Henry Hamar Greenwood die Titel als 3. Viscount Greenwood. Da dieser ebenfalls ohne Nachkommen verstarb, erloschen die Titel mit dessen Tod am 7. Juli 2003.
Durch seine älteste Tochter Angela Margo Hamar Greenwood war Hamar Greenwood Urgroßvater der Models Poppy Delevingne und Cara Delevingne. Seine zweite, jüngere Tochter Deborah Hamar Greenwood war mit einem Sohn des Malers Philip Alexius de László verheiratet.